# William Osula
William Idamudia Daugaard Osula (Aarhus, 4 agosto 2003) è un calciatore danese, attaccante del Newcastle Utd.

## Carriera

### Club
Osula è cresciuto nel settore giovanile del Copenaghen, dove ha militato fino al 2018 quando è passato allo Sheffield Utd. Il 13 luglio 2021 ha firmato il suo primo contratto professionistico ed il 16 marzo 2022 ha debuttato in prima squadra nell'incontro di Championship pareggiato 0-0 contro il Blackpool.
Il 1º settembre è stato prestato al Derby County per una stagione ed il 15 ottobre è andato a segno per la prima volta in carriera realizzando una doppietta contro l'Accrington Stanley.
Il 4 gennaio è tornato anticipatamente allo Sheffield.
L'8 agosto 2024 viene ufficialmente ingaggiato dal Newcastle Utd, in Premier League.

### Nazionale
Ha giocato nelle nazionali danesi Under-19 ed Under-21.

## Statistiche

### Presenze e reti nei club
Statistiche aggiornate al 17 aprile 2024.
| Stagione             | Squadra              | Campionato           | Campionato | Campionato | Coppe nazionali | Coppe nazionali | Coppe nazionali | Coppe continentali | Coppe continentali | Coppe continentali | Altre coppe | Altre coppe | Altre coppe | Totale | Totale | Totale |
| Stagione             | Squadra              | Comp                 | Pres       | Reti       | Comp            | Pres            | Reti            | Comp               | Pres               | Reti               | Comp        | Pres        | Reti        | Pres   | Reti   |        |
| -------------------- | -------------------- | -------------------- | ---------- | ---------- | --------------- | --------------- | --------------- | ------------------ | ------------------ | ------------------ | ----------- | ----------- | ----------- | ------ | ------ | ------ |
| 2021-2022            | Sheffield Utd        | FLC                  | 5          | 0          | FACup+CdL       | 0               | 0               |                    | -                  | -                  |             | -           | -           | 5      | 0      |        |
| 2022-gen. 2023       | Derby County         | FL1                  | 16         | 2          | FACup+CdL       | 3+1             | 3+0             |                    | -                  | -                  | FLT         | 1           | 0           | 21     | 5      |        |
| gen.-giu. 2023       | Sheffield Utd        | FLC                  | 2          | 0          | FACup+CdL       | 0               | 0               |                    | -                  | -                  |             | -           | -           | 2      | 0      |        |
| 2023-2024            | Sheffield Utd        | PL                   | 21         | 0          | FACup+CdL       | 2+1             | 3+0             |                    | -                  | -                  |             | -           | -           | 24     | 3      |        |
| Totale Sheffield Utd | Totale Sheffield Utd | Totale Sheffield Utd | 28         | 0          |                 | 3               | 3               |                    | -                  | -                  |             | -           | -           | 31     | 3      |        |
| 2024-2025            | Newcastle Utd        | PL                   | 14         | 1          | FACup+CdL       | 2+3             | 1+0             |                    | -                  | -                  |             | -           | -           | 19     | 2      |        |
| Totale carriera      | Totale carriera      | Totale carriera      | 58         | 3          |                 | 12              | 7               |                    | -                  | -                  |             | 1           | 0           | 71     | 10     |        |

### Cronologia presenze e reti in nazionale
| Cronologia completa delle presenze e delle reti in nazionale ― Danimarca under 21 | Cronologia completa delle presenze e delle reti in nazionale ― Danimarca under 21 | Cronologia completa delle presenze e delle reti in nazionale ― Danimarca under 21 | Cronologia completa delle presenze e delle reti in nazionale ― Danimarca under 21 | Cronologia completa delle presenze e delle reti in nazionale ― Danimarca under 21 | Cronologia completa delle presenze e delle reti in nazionale ― Danimarca under 21 | Cronologia completa delle presenze e delle reti in nazionale ― Danimarca under 21 | Cronologia completa delle presenze e delle reti in nazionale ― Danimarca under 21 |
| Data                                                                              | Città                                                                             | In casa                                                                           | Risultato                                                                         | Ospiti                                                                            | Competizione                                                                      | Reti                                                                              | Note                                                                              |
| --------------------------------------------------------------------------------- | --------------------------------------------------------------------------------- | --------------------------------------------------------------------------------- | --------------------------------------------------------------------------------- | --------------------------------------------------------------------------------- | --------------------------------------------------------------------------------- | --------------------------------------------------------------------------------- | --------------------------------------------------------------------------------- |
| 16-6-2023                                                                         | Jonava                                                                            | Lituania under 21                                                                 | 1 – 2                                                                             | Danimarca under 21                                                                | Qual. Europeo Under-21 2025                                                       | -                                                                                 | 84’                                                                               |
| 20-6-2023                                                                         | Vejle                                                                             | Danimarca under 21                                                                | 2 – 2                                                                             | Galles under 21                                                                   | Qual. Europeo Under-21 2025                                                       | -                                                                                 | 78’                                                                               |
| 7-9-2023                                                                          | Tomblaine                                                                         | Francia under 21                                                                  | 4 – 1                                                                             | Danimarca under 21                                                                | Amichevole                                                                        | -                                                                                 |                                                                                   |
| 16-11-2023                                                                        | San Pedro del Pinatar                                                             | Danimarca under 21                                                                | 3 – 0                                                                             | Marocco under 21                                                                  | Amichevole                                                                        | 1                                                                                 | 38’                                                                               |
| 20-11-2023                                                                        | Newport                                                                           | Galles under 21                                                                   | 1 – 2                                                                             | Danimarca under 21                                                                | Qual. Europeo Under-21 2025                                                       | -                                                                                 | 77’                                                                               |
| 22-3-2024                                                                         | Ried im Innkreis                                                                  | Austria under 21                                                                  | 1 – 1                                                                             | Danimarca under 21                                                                | Amichevole                                                                        | -                                                                                 | 46’                                                                               |
| 26-3-2024                                                                         | Vejle                                                                             | Danimarca under 21                                                                | 3 – 0                                                                             | Lituania under 21                                                                 | Qual. Europeo Under-21 2025                                                       | 1                                                                                 | 72’                                                                               |
| 6-6-2024                                                                          | Marbella                                                                          | Danimarca under 21                                                                | 3 – 3                                                                             | Norvegia under 21                                                                 | Amichevole                                                                        | 2                                                                                 |                                                                                   |
| 6-9-2024                                                                          | Reykjavík                                                                         | Islanda under 21                                                                  | 4 – 2                                                                             | Danimarca under 21                                                                | Qual. Europeo Under-21 2025                                                       | 1                                                                                 |                                                                                   |
| 10-9-2024                                                                         | Vejle                                                                             | Danimarca under 21                                                                | 5 – 0                                                                             | Rep. Ceca under 21                                                                | Qual. Europeo Under-21 2025                                                       | -                                                                                 | 72’                                                                               |
| 15-10-2024                                                                        | Vejle                                                                             | Danimarca under 21                                                                | 2 – 0                                                                             | Islanda under 21                                                                  | Qual. Europeo Under-21 2025                                                       | -                                                                                 | 60’                                                                               |
| 12-6-2025                                                                         | Prešov                                                                            | Ucraina under 21                                                                  | 2 – 3                                                                             | Danimarca under 21                                                                | Europeo Under-21 2025 - 1º turno                                                  | 1                                                                                 | 71’                                                                               |
| 15-6-2025                                                                         | Prešov                                                                            | Paesi Bassi under 21                                                              | 1 – 2                                                                             | Danimarca under 21                                                                | Europeo Under-21 2025 - 1º turno                                                  | 2                                                                                 | 72’                                                                               |
| 18-6-2025                                                                         | Košice                                                                            | Danimarca under 21                                                                | 2 – 2                                                                             | Finlandia under 21                                                                | Europeo Under-21 2025 - 1º turno                                                  | -                                                                                 | 56’                                                                               |
| 22-6-2025                                                                         | Prešov                                                                            | Danimarca under 21                                                                | 2 – 3                                                                             | Francia under 21                                                                  | Europeo Under-21 2025 - Quarti di finale                                          | -                                                                                 | 60’                                                                               |
| Totale                                                                            |                                                                                   | Presenze                                                                          | 15                                                                                |                                                                                   | Reti                                                                              | 8                                                                                 |                                                                                   |

## Palmarès

### Club

#### Competizioni nazionali
- Coppa di Lega inglese: 1

Newcastle: 2024-2025